# سعيد الزبيدي
سعيد جاسم الزبيدي (1945 -) هو كاتب ومؤلِّف وأستاذ في الدراسات اللغوية من العراق. يُركّز سعيد في اهتماماته البحثيّة على مجال النحو واللغة. صدر للكاتب العراقي عددٌ من الكتب والروايات لعلَّ أبرزها كتاب «النحو عند غير النحويين» و«الخليل صاحب العين» أما أشهر أعماله فهو كتاب «نحوي مجهول في القرن العشرين؛ الشيخ يوسف كركوش وكتابه «رأي في الإعراب»» فضلًا عن كتاب «المشكل في القرآن الكريم (من وجوه الإعجاز البياني)» وكذا كتاب «قضايا مطروحة للمناقشة في اللغة والأدب والنقد» الذي ناقش فيه قضايا شكليّة في اللغة والأدب وكتب أخرى من هذا النوع.

## الحياة المبكّرة والتعليم
حصل سعيد الزبيدي على درجة الدكتوراة في النحو العربي من جامعة بغداد في عام1985، وكان قد حصل على الماجستير في علوم اللغة من جامعة بغداد أيضًا في عام 1975، فيما حصل على بكالوريوس في آداب اللغة العربية من جامعة بغداد التي تُعتبر جامعته الأم في عام 1968.

## المسيرة المهنيّة
نشر سعيد الزبيدي في الأول من كانون الثاني/يناير 2009 كتابًا جديدًا بعنوان «الخليل صاحب العين» عن دار أسامة للنشر والتوزيع في نحو 144 صفحة، ثمّ نشر لاحقًا كتابًا آخرًا بعنوان «النحو عند غير النحويين» ضمنَ قسم النحو العربي وقواعد اللغة العربية عن دار كنوز المعرفة العلمية للنشر والتوزيع في نحو 320 صفحة. كان الزبيدي سعيد قد نشر في بدايات عام 2004 كتابًا حمل عنوان «نحوي مجهول في القرن العشرين؛ الشيخ يوسف كركوش وكتابه «رأي في الإعراب»»، فضلًا عن كتاب «قضايا مطروحة للمناقشة في اللغة والأدب والنقد» الذي صدر عام 1998 الذي ناقش فيه بعض الأمور والقضايا الإشكاليّة والجدلية في اللغة والأدب وحتى النقد.
اعتُبر كتاب «المشكل في القرآن الكريم (من وجوه الإعجاز البياني)» أحد أبرز وأشهر كتب الزبيدي التي نشرها خلال مسيرتهِ المهنيّة في عالم الكتابة والنشر. صدر الكتاب في وقتٍ ما من عام 2009 ضمن قسم الإعجاز العلمي في القرآن والسنة عن دار كنوز المعرفة العلمية (الترقيم الدولي: 9789957748968) في نحو 176 صفحة. جاء هذا الكتاب لرصد دلالة الألفاظ التي أشكلت، وطريق الإهتداء إليها، والوقوف على العبارة القرآنية بما انتهى إليه كل من فسّرها في موضعها – أو مواضعها – من القرآن، واستوفى تتبعها. قام هذا العمل على مقدمة حددت الهدف في رفع سوية درس العربية، وإحياء منهج. شرحَ الكاتب في عمله هذا رأيهُ بطريقة محكَمة في إعجاز القرآن الكريم، كما شرحَ مصطلحات متقاربة من قبيل «المشكل»، «المتشابه»، «الغريب»، «المبهم»، «المجمل»، وتناول صور «المشكل» في فصلين: الفصل الأول: في الحروف، الفصل الثاني: ظواهر لغوية، وألحق بهما فصلًا ثالثًا هو المشكل في النحو والقرآن الكريم: التنازع بين النحو والتفسير، رأي القرّاء، 3-إعراب جديد للمنادى المعرف بأل، وجاءت الخاتمة بأبرز ما وصل إليه المؤلف في هذه المباحث.
انتقل الزبيدي في وقتٍ ما لكتابة الشعر فنشر كتابًا شعريًا بعنوان «التفعيلة الاخيرة - شعر»، ثمّ عاد سريعًا للكتب فنشر كتابًا هو «سؤال في التفسير: محاولة في البحث عن منهج». الكتاب الأخير صدر ضمن سلسلة (بشكل متفرّق) تكلَّفت دار كنوز المعرفة العلمية بنشرها وتوزيعها (الترقيم الدولي: 9789957748593) ابتداءً من العام 2019. جاء هذا الكتاب في 164 صفحة. عرضَ الزبيدي في هذا الكتاب الآيةِ الكريمةِ الذي أراد تفسيرها على نحوٍ من حواريَّةٍ سرديَّةٍ تجري بينهُ بوصفِهِ أستاذًا أكاديميًّا وسائلِهِ المستفسرِ بوصفه تلميذًا جامعيًَّا ومن خلالِ تلك المحاورةِ المستفيضةِ يعرضُ الأستاذُ على تلميذهِ آراءَ جميعِ المفسِّرينَ، سواءٌ أكانوا لغويينَ، أم نحويينَ، أم صرفيينَ، أم ممَّن اهتمَّ بعلومِ البلاغةِ والبيانِ، أم ممَّن كانوا فقهاءَ.
نشر الزبيدي كتابًا آخرًا هو «روافد النص في اللغة والنقد» عن دار كنوز المعرفة العلمية التي تكلَّفت بنشر معظم أعمال الكاتب، كما نشر كتاب «أبو فرج الاصفهاني والنحو» ضمن قسم النحو العربي وقواعد اللغة العربية عن دار كنوز المعرفة العلمية أيضًا (الترقيم الدولي: 9789957744908) وذلك في الرابع من تمّوز/يوليو 2016 في نحو 175 صفحة. سرعان ما عاد سعيد الزبيدي للشعر فنشر ديوانًا شعريًا بعنوان «صوت بلا صدى» ضمن قسم الأدباء والشعراء عن دار كنوز المعرفة العلمية. للزبيدي كتابٌ ضخمٌ هو «من معجم الجواهري» الذي صدر عن دار كنوز المعرفة العلمية أيضًا (الترقيم الدولي: 9789957744083) في نحو 500 صفحة، بالإضافة لكتابه «مصطلحات ليست كوفية» الذي صدر عن دار أسامة للنشر والتوزيع في نحو 80 صفحة فقط.

## قائمة أعماله
هذه قائمةٌ بأبرز أعمال الكاتب والمؤلِّف سعيد الزبيدي:
- النحو عند غير النحويين[19]
- الخليل صاحب العين[20]
- نحوي مجهول في القرن العشرين؛ الشيخ يوسف كركوش وكتابه «رأي في الإعراب»[21]
- المشكل في القرآن الكريم (من وجوه الإعجاز البياني)[22]
- قضايا مطروحة للمناقشة في اللغة والأدب والنقد[23]
- التفعيلة الاخيرة - شعر[24]
- سؤال في التفسير: محاولة في البحث عن منهج (الجزء الرابع)[25]
- روافد النص في اللغة والنقد[26]
- أبو فرج الأصفهاني والنحو[27]
- سؤال في التفسير - محاولة البحث عن منهج[28]
- سؤال في التفسير (الجزء الثاني)[29]
- صوت بلا صدى (ديوان شعر)[30]
- مصطلحات ليست كوفية[31]
- من معجم الجواهري[32]